# Acceso universal
Acceso Universal (AU) es un término que puede utilizarse en todos los ámbitos de los servicios de interés público. Se refiere a una meta a conseguir: el acceso de toda la población a un servicio que puede ser tanto el agua potable, el suministro eléctrico, los servicios de salud, o la enseñanza, como la telefonía básica o el Internet.

## Acceso Universal y las TIC
Se ha hecho uso del término “Acceso Universal” extensivamente en el ámbito de las telecomunicaciones. El concepto se definió en los países desarrollados inicialmente como “Servicio Universal”, pensado como el interés de llegar a cada ciudadano con una línea telefónica. Pero esta idea no es válida aún en los países en desarrollo, donde hay cerca de un millón de ciudades o pueblos sin acceso a las ventajas de las Tecnologías de la Información y las comunicaciones (TIC).
En el objetivo número 8 de las metas del milenio de la ONU se hace referencia explícita a la necesidad de que todo ser humano aproveche las ventajas de las TIC. Se ha reconocido esta meta como un derecho humano más, sin el cual las personas quedarían cada vez más rezagadas en muchos ámbitos de su desarrollo. La aplicación de las TIC es tan amplia que puede impulsar proyectos o estrategias de todo tipo, es una herramienta transversal. En la mayoría de los países se ha desarrollado una política para conseguir avances hacia la meta del AU.

## Alcance
Para garantizar la consecución de la política de AU se han de definir con precisión los grupos de población que serán favorecidos, los servicios que se incluirán, en qué condiciones (precios, calidad de servicio) y el plazo en que han de estar disponibles. Esta estrategia ha de ser coherente, justa e implementable.
Los sectores de población que han sido históricamente marginados de las TIC son los del ámbito rural (por el difícil acceso a las infraestructuras) y la población pobre en general (sin nivel adquisitivo que asegure el interés del mercado). En el siguiente cuadro quedan reflejados los espacios de mercado en los que han de ubicarse las políticas de acceso. Estas han de ajustarse a un estudio de mercado que les indique la zona realmente inviable para el sector privado, de forma que el estado nunca subvencione la infraestructura que deben desplegar los operadores existentes en el mercado. Para calcular estos límites se utilizan modelos como el Modelo Híbrido de Costos, utilizado entre otros por la Comisión Federal de Comunicaciones de los Estados Unidos.

Asimismo, en la estrategia de AU se han de acordar los servicios que se prestarán, que pueden ser telefonía básica, telefonía pública inalámbrica o internet en telecentros, entre otros. El tiempo en que han de ser desplegados ha de atenerse también a un control estricto.
Ejemplos de aplicación de estas políticas son:
-	México: Del 1990 al 1995 se obligó a Telmex en el momento de su privatización a instalar líneas telefónicas en todas las poblaciones de más de 500 habitantes, incrementar la densidad de teléfonos públicos de 0,8‰ a 5‰ y expandir la red (aumentar el número de líneas) al menos en un 12% anual.
-	Cuba: ETECSA está obligada a llegar a las 1.125.000 líneas fijas, dar servicio a todos los centros de más de 300 habitantes y digitalizar el 90% de la red para el 2008.
-	Chile: Gracias a la aplicación del Fondo de AU se estima que queda sólo cerca del 1% de la población sin acceso a telefonía básica. En 2003 se capacitaron 100.000 personas en el uso de las TIC dentro de la Campaña Nacional de Alfabetización Digital.
-	Brasil: Obligación para las operadoras de telefonía fija de instalar teléfonos públicos en todas las localidades de más de 100 habitantes.
-	Perú: Con aportaciones del fondo FITEL de AU se ha logrado reducir la distancia promedio a un teléfono público de 60 a 6 km.

## Financiación
Hay distintas formas de costear los programas de AU, el estado de cada país ha de elegir la vía más adecuada según sus propias condiciones político-económicas.
En la década de los 90 muchos países optaron por privatizar las compañías nacionales de telecomunicaciones y posteriormente abrir el mercado a la competencia. Se dejaba de ejercer un control directo sobre el sector, monopolizado por el estado, a cambio de dinamizar el despliegue de la red. Era necesaria entonces una estrategia nacional para el AU (que el mercado no asegura), establecer unas condiciones que defiendan un servicio público que es a su vez un derecho humano reconocido. 
Estas condiciones impuestas forman parte del marco regulatorio. La reglamentación y regulación del mercado por parte del estado no sólo es vital para recaudar recursos de cara al AU, sino también para ejercer un control de precios, asegurar un marco de competencia adecuado, entre otros. En cada país se ha creado un ente regulador (ANATEL en Brasil, CNC en Argentina, SIT en Guatemala), y existen organizaciones regionales que fomentan la cooperación entre los reguladores nacionales de la región (Regulatel en América Latina, TRASA en el Sur de África, SATRC en el Sur de Asia)
El mercado lucrativo Archivado el 5 de abril de 2007 en Wayback Machine. de las telecomunicaciones puede abastecer (mediante un impuesto a los beneficios o licencia de actividad) de un fondo bastante más significativo y constante que muchas otras aportaciones. Por otro lado, el desarrollo de las redes puede ser redirigido en ocasiones según el interés público.
Para gestionar los esfuerzos de recaudación se han creado en muchos casos un Fondo para el AU, por ejemplo el Fondo para el Desarrollo de las Comunicaciones Rurales (RCDF) en Uganda, el Fondo de Inversión en Telecomunicaciones (FITEL) en Perú o el Fondo de Servicio Universal (FSU) en Venezuela. De estos fondos saldrán partidas presupuestarias para cubrir los programas y proyectos de AU de cada país.
Por otra parte existe la opinión de que la meta del AU, siendo un problema mundial, debe ser resuelta en ese marco. Se debe equilibrar a nivel mundial esta brecha redistribuyendo los recursos y el conocimiento del mundo desarrollado al resto. Para ello se decidió impulsar en la CMSI un fondo mundial para el AU, llamado “Fondo de Garantía Digital”. Hasta el momento su relevancia ha sido pobre. Los países desarrollados que participaron en su creación no acordaron una obligatoriedad de aportación. En el fondo, como siempre, existe un problema de voluntad política. Sin ella todo queda en grandes declaraciones.
Resumiendo, la financiación del AU se logra generalmente mediante una combinación de las siguientes alternativas:
1.- Obligaciones impuestas a los operadores por su participación en el mercado (desarrollo de red en zonas no rentables, o proyectos sin interés económico).
2.- Impuesto de actividad, (en muchos casos un 1% de los ingresos de los operadores).
3.- Subsidios cruzados, y otros métodos, incluyendo iniciativas de gobiernos locales, cooperativas, ONG e instituciones internacionales.

## Críticas
Los fondos de AU en muchos casos no tienen el destino para el que fueron creados. En ocasiones esos fondos son desviados para atender otras urgencias o programas nacionales. En El Salvador, por ejemplo, existe un fondo común para los sectores de la electricidad y el de las telecomunicaciones, y la distribución de gastos se ha concentrado casi en absoluto en el primero.
En otros casos, el fondo de AU simplemente no se ha desembolsado durante años. En esta situación están incluidos Bolivia, Brasil, Ecuador, El Salvador, Nicaragua y Venezuela, donde el gasto ha sido “cero”. En el caso de Brasil (se han recaudado más de mil millones de dólares, cifra que según la UIT bastaría para conectar las poblaciones en el mundo aún sin acceso a las TIC), según una investigación, se detectó que el ministerio encargado decidió, antes que cumplir con el destino del fondo, hacerlo con las instituciones financieras internacionales, que exigen recortes fiscales.
La financiación del fondo, en algún caso, como el de Chile, se efectúa a cargo de los fondos públicos. Así, en vez de cargar ese gasto sobre las rentas del sector, el AU se paga con el bolsillo de cada chileno.